# K. M. Walló
K. M. Walló, de son vrai nom Ladislav Walló, né le 27 juin 1914 à Prague où il est mort le 1er avril 1990, est un réalisateur, scénariste, écrivain, traducteur, parolier et expert en doublage tchécoslovaque puis tchèque. 
Il est considéré comme une figure fondatrice du doublage tchèque. 
Il est le père de la réalisatrice de doublage et scénariste Olga Walló (cs).

## Biographie
Né le 27 juin 1914 à Prague sous le nom de Ladislav Walló, il est diplômé du lycée universitaire. En 1937, il obtient un doctorat de la faculté de droit de l'Université Charles. Il s'investit dans la création artistique durant ses études. En février 1948, il signe l'appel de l'intelligentsia pro-communiste « En avant, pas un pas en arrière ! » (Kupředu, zpátky ni krok! (cs)), publié le 25 février 1948 en soutien au coup d'État communiste. Il écrit des poèmes, des nouvelles, des pièces radiophoniques et théâtrales, qu'il traduit également. Il travaille comme metteur en scène au Théâtre national de Brno et dans d'autres théâtres. Deux de ses pièces sont tournées en Tchécoslovaquie et en RDA. Il réalise des longs métrages, pour lesquels il écrit souvent les scénarios. Il réalise également des documentaires et des courts métrages. Après avoir arrêté le cinéma, il se consacre principalement au doublage. Il devient un pionnier dans cette discipline et fonde une école de doublage. Son travail a également été poursuivi par sa fille Olga Walló, qui est devenue directrice de doublage et traductrice.

## Filmographie
| Année          | Titre                        | Rôle                    | Genre                              |
| -------------- | ---------------------------- | ----------------------- | ---------------------------------- |
| 1944           | Malá přítelkyně              | réalisateur             | documentaire                       |
| 1946           | Svátek matek                 | réalisateur             | court-métrage                      |
| 1946           | Návrat k životu              | réalisateur             | documentaire                       |
| Pancho se žení | dialoguiste                  | long-métrage            |                                    |
| 1947           | Herecké mládí                | réalisateur, scénariste | documentaire                       |
| 1947           | Taneční zeměpis I-III        | réalisateur             | documentaire                       |
| 1948           | Léto                         | réalisateur             | long-métrage                       |
| 1949           | Pojď s námi na palubu        | réalisateur, scénariste | documentaire                       |
| 1949           | Veliká příležitost           | réalisateur, scénariste | long-métrage                       |
| 1951           | Rok stalinské epochy         | réalisateur, scénariste | documentaire                       |
| 1954           | Botostroj                    | réalisateur, scénariste | long-métrage                       |
| 1956           | Nevěra                       | réalsiateur, scénariste | long-métrage                       |
| 1959           | Princezna se zlatou hvězdou  | scénariste              | long-métrage                       |
| 1960           | Filmová hvězda (Starde film) | livret                  | opérette de Ludvík Podéšt          |
| 1962           | Krkolomná jízda              | réalisateur             | documentaire                       |
| 1964           | Napravení Jima Valentina     | scénariste              | téléfilm                           |
| 1967           | Napravení Jima Valentina     | scénariste              | téléfilm (pièce de théâtre filmée) |
| 1984           | Múdra princezná              | scénariste              | téléfilm (pièce de théâtre filmée) |

## Recueil de poésies
- 1942 : Černá madona
- 1948 : Návrat k životu
- 1955 : Myslím na tebe